# まるさん
まるさん（本名：菅原 博文／すがわら ひろふみ、1955年（昭和30年）3月1日 - ）は、日本の元ローカルタレントおよび元政治家。勲等は旭日双光章。

## 来歴
秋田県山本郡二ツ井町（現：能代市）出身。
秋田弁丸出しのトークなどが地元で好評。イベントの司会や、ラジオDJなどで活躍。釣りを趣味とし、それに関して詳しい。秋田市民市場で軽食喫茶を経営している。兄も能代市議会議員である。
過去には南外村（現：大仙市）の造り酒屋である「出羽鶴」のCMのナレーションも務めたこともある。賀内隆弘アナとともに「なまって俺についてこい」というLPも出している。
2007年4月の秋田市議会議員選挙に立候補しトップで当選。2006年末に選挙出馬準備のため休業表明、議員当選後はタレント業を正式に休業し、本名の菅原博文で通している。秋田市議会では「秋水会」に所属し、教育産業委員会にて委員を務めていた。
2011年4月10日実施の秋田県議会議員選挙の秋田市選挙区へ鞍替え出馬し、候補者名としては「まるさん」として出馬した。このため、2011年4月1日付で秋田市議を失職。同選挙では定数13の同選挙区で11位で当選。秋田県議会議員となった。県議としても、秋田市議時代同様、本名で通している。県議になってからは自民党会派に所属し、以降は自由民主党所属。
2015年4月12日実施の同選挙では、これまでの無所属から自民党公認となったうえで、前回同様「まるさん」の候補者名で出馬。定数12の同選挙区で10位で当選し、連続2期務めた。2019年実施の選挙には不出馬。
2025年4月29日、春の叙勲で旭日双光章を受章した。

## ラジオ番組
秋田放送（ABSラジオ）の生ワイド番組「元気満タン秋田だwin2」木曜日のゲスト、金曜日のラジPAL（ラジオカー）リポーターを担当していたが、2006年12月に降板した。この他過去に、茜谷幸子アナと『ズンチャカメキメキ145』のパーソナリティー、「わいわいワイド　サタデーリクエスト」のMCも担当。議員活動にともなって、タレント活動を休止したため、2018年現在のレギュラー番組はない。

## 関連人物
- 宇奈月満